# Hinotori
Hinotori (oznaczany również jako Astro-A) – japoński satelita naukowy, prowadzący obserwację Słońca z wykorzystaniem metod stosowanych w astronomii rentgenowskiej. Głównym celem satelity była obserwacja rozbłysków w okresie największej aktywności słonecznej. Wystrzelony 21 lutego 1981 z kosmodromu Kagoshima przy użyciu rakiety M-3S. Tuż po rozpoczęciu pracy na orbicie odnotował spory rozbłysk słoneczny, a miesiąc później, zarejestrował 41 rozbłysków o różnych rozmiarach. Satelita wszedł w atmosferę Ziemi 11 lipca 1991.

## Instrumenty pokładowe
- Solar flare X-ray imager (SXT)[3]
- Solar soft X-ray bright line spectrum analyzer (SOX)[3]
- Solar soft X-ray monitor (HXM)[3]
- Solar flare monitor (FLM)[3]
- Solar gamma ray monitor (SGR)[3]
- Particle ray monitor (PXM)[3]
- Plasma electron density measurement instrument (IMP)[3]
- Plasma electron temperature measurement instrument (TEL)[3]

## Wyniki
- Dane zebrane podczas obserwacji Słońca w okresie jego największej aktywności.
- Odkrycie zjawiska wysokotemperaturowego sięgającego do 50 milionów °C oraz chmury elektronów poruszających się z prędkością światła wewnątrz korony słonecznej.